# Wilson Kipketer
Pour les articles homonymes, voir Kipketer.
Ne doit pas être confondu avec Wilson Boit Kipketer.
Wilson Kosgei Kipketer, né le 12 décembre 1972 à Kapchemoyiwo au Kenya, est un athlète danois spécialiste du 800 mètres. Il est le seul athlète danois de l'histoire à avoir remporté un titre mondial.
Champion du monde à trois reprises entre 1995 et 1999, il détient depuis 1997 le record du monde en salle de la distance, et a été par ailleurs recordman du monde en plein air entre 1997 et 2010 ; record qu'il s'est vu ravir en 2010 par le Kényan David Rudisha.

## Carrière sportive
Kipketer est remarqué très tôt par l'ancien champion olympique Kipchoge Keino.
Lors d'un voyage d'étude au Danemark en 1990, il est séduit par le pays et demande la citoyenneté danoise.
Il court alors pour son nouveau pays, devenant champion du monde lors des Championnats du monde d'athlétisme 1995 de Göteborg.
Mais les autorités kényanes ayant refusé de lui accorder sa lettre de sortie, il doit attendre pour participer à la compétition olympique et ne dispute pas les Jeux olympiques d'été de 1996 à Atlanta.

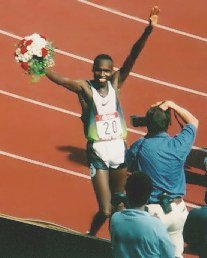
Wilson Kipketer en 1997 à Cologne à l'occasion de son record du monde du 800 m

L'année suivante, il bat le record du monde de Sebastian Coe. Durant la même année, il bat également le record en salle et devient champion du monde pour la seconde fois lors des Championnats du monde d'athlétisme 1997 à Athènes.
Les ennuis reviennent en 1998 : au début de l'année, il est atteint d'une violente crise de malaria qui le tient éloigné des pistes toute l'année. De retour en 1999, il conserve son titre lors des Championnats du monde d'athlétisme 1999 à Séville.
Il est redevenu le favori des prochains Jeux olympiques d'été de 2000 à Sydney, comme le prouve son record du monde du 1 000 m en salle au début de 2000. Mais il est battu dans une course tactique par l'Allemand Nils Schumann.
Blessé à un pied à 4 mois des Championnats du monde d'athlétisme 2001, il revient en 2002 et devient champion d'Europe. Lors des championnats du monde suivants, à Paris, il doit s'employer dans les séries et ne finit finalement que 4e de la finale.
A Athènes lors des Jeux olympiques d'été de 2004, il ne remporte que la médaille de bronze. L'or olympique se refusant à lui, il annonce sa retraite sportive en août 2005.

## Reconversion
Wilson Kipketer est membre du club des Champions de la Paix, un collectif d'athlètes de haut niveau créé par Peace and Sport, organisation internationale basée à Monaco et œuvrant pour la construction d'une paix durable grâce au sport. En 2010, il s’est ainsi fortement mobilisé avec Peace and Sport pour soutenir l’opération « Solidarité par le Sport pour Haïti » et a récolté plus de 80 kilos de matériel (chaussures, vêtements techniques…) en faveur de la jeunesse haïtienne. Il a également parrainé une opération spéciale pour Haïti à l’occasion du Meeting Herculis 2010 (meeting Samsung Diamond League), un meeting qu’il a lui-même remporté 8 fois dans la catégorie du 800 m.
En janvier 2015, Wilson Kipketer commence un Master of advanced studies en administration du sport à l'école polytechnique fédérale de Lausanne, en Suisse. C'est un master de l'Académie internationale des sciences et techniques du sport.

## Palmarès
| Date | Compétition                    | Lieu       | Résultat | Temps         |
| ---- | ------------------------------ | ---------- | -------- | ------------- |
| 1990 | Championnats du monde juniors  | Plovdiv    | 4e       | 1 min 48 s 13 |
| 1995 | Championnats du monde          | Göteborg   | 1er      | 1 min 45 s 08 |
| 1995 | Finale du Grand Prix           | Monaco     | 2e       | 1 min 45 s 28 |
| 1997 | Championnats du monde en salle | Paris      | 1er      | 1 min 42 s 67 |
| 1997 | Championnats du monde          | Athènes    | 1er      | 1 min 43 s 38 |
| 1997 | Finale du Grand Prix           | Fukuoka    | 2e       | 1 min 42 s 98 |
| 1998 | Championnats d'Europe          | Budapest   | 8e       | 1 min 50 s 13 |
| 1999 | Championnats du monde en salle | Maebashi   | 2e       | 1 min 45 s 49 |
| 1999 | Championnats du monde          | Séville    | 1er      | 1 min 43 s 30 |
| 1999 | Finale du Grand Prix           | Munich     | 1er      | 1 min 43 s 55 |
| 2000 | Jeux olympiques                | Sydney     | 2e       | 1 min 45 s 14 |
| 2002 | Championnats d'Europe          | Munich     | 1er      | 1 min 47 s 25 |
| 2003 | Championnats du monde en salle | Birmingham | 2e       | 1 min 45 s 87 |
| 2003 | Championnats du monde          | Paris      | 4e       | 1 min 45 s 23 |
| 2003 | Finale mondiale                | Monaco     | 4e       | 1 min 46 s 40 |
| 2004 | Jeux olympiques                | Athènes    | 3e       | 1 min 44 s 65 |
| 2004 | Finale mondiale                | Monaco     | 4e       | 1 min 46 s 37 |

## Records personnels
| Épreuve | Temps         | Date           | Lieu       |
| ------- | ------------- | -------------- | ---------- |
| 400 m   | 46 s 85       | 1994           |            |
| 800 m   | 1 min 41 s 11 | 24 août 1997   | Cologne    |
| 1 000 m | 2 min 16 s 29 | 23 août 1995   | Copenhague |
| 1 500 m | 3 min 42 s 80 | 1993           |            |
| Mile    | 3 min 59 s 57 | 5 juillet 1993 | Stockholm  |

| Épreuve | Temps         | Date            | Lieu       | Note                   |
| ------- | ------------- | --------------- | ---------- | ---------------------- |
| 800 m   | 1 min 42 s 67 | 9 mars 1997     | Paris      | Ancien record du monde |
| 1 000 m | 2 min 14 s 96 | 20 février 2000 | Birmingham | Ancien record du monde |